# Jelissei Jurjewitsch Busa
Jelissei Jurjewitsch Busa (russisch Елисей Юрьевич Буза; * im 17. Jahrhundert; † nach 1646) war ein russischer Forschungsreisender.

## Leben
Busa war Dessjatik (10-Mann-Kommando-Führer) der sibirischen Jenissei-Kosaken im Ostrog Jenisseisk. 1632 gehörte er zum Kommando der Dessjatiks Ilja Jermolin und Wassili Bugor, das zur Unterstützung des Jenissei-Hundertschaft-Führers Pjotr Beketow an die Lena geschickt wurde. Bis zum Frühjahr 1633 nahm Busa am Feldzug in die sogenannten neuen Lande zur Unterwerfung der Jakuten unter die russische Herrschaft teil.
Mit einem kleinen Kommando wurde Busa 1636 vom Jenisseisker Woiwoden Prokofi Sokownin (Vater der Bojarin Feodossija Morosowa) an die Lena geschickt, um freie Jagdleute anzuwerben, alle in die Laptewsee mündenden Flüsse zu erkunden und der dortigen Bevölkerung die Kronenzobel-Steuer aufzuerlegen. An der Lena kaufte er Waren für etwa 2000 Rubel auf und tauschte sie bei der einheimischen Bevölkerung gegen Pelze ein. Dann fuhr er die Lena hinab und kam von Ust-Kut durch das sich bildende Eis bis zur Oljokma-Mündung, wo er im Ostrog Oljokminsk überwinterte. Zu seinen 10 Männern kamen dort 40 Jagdleute hinzu, die er mit Lebensmitteln und Waffen versorgte.
Im Frühjahr 1637 fuhr Busa mit seiner 50-Mann-Truppe auf der Lena durch den westlichen Arm des Lenadeltas ins Meer und weiter in einem Tag zur Olenjok-Mündung. Dort traf er auf Ewenken-Nomaden und erlegte ihnen entlang des Olenjoks auf einer Länge von 500 km die Kronenzobel-Steuer auf. Nach der Überwinterung kehrte er im Frühjahr 1638 auf Rentieren an den Molodo und die Lena zurück.
Über die weiteren Aktivitäten Busas gibt es zwei verschiedene Darstellungen. Nach Johann Eberhard Fischer baute Busa an der Lena zwei Kotsche (Ruder-Segelboot der Pomoren) und fuhr im Sommer 1638 durch den östlichen Arm des Lenadeltas ins Meer und an der Küste entlang nach Osten auf der Suche nach dem geheimnisvollen Fluss Lama. Nach 5 Tagen kam er in die Buor-Chaja-Bucht und erreichte die Jana-Mündung. Drei Wochen lang fuhr er die jana hinauf und sammelte von den Ewenken und Jakuten Kronenzobel ein. Er überwinterte bei den Jakuten und baute zwei weitere Kotsche. 1639 fuhr er von der Jana-Mündung weiter nach Osten und erreichte die Tschondon-Mündung. Dort traf er auf die Jukagiren-Nomaden, deren Streit mit den Kosaken er von einem von ihm bezahlten lokalen Schamanen schlichten ließ. Die Jukagiren waren widerstandslos zur Kronenzobel-Abgabe bereit und ließen den Bau eines Winterlagers zu. Vergeblich versuchte er mit den Kosaken die Lama zu erreichen. Er lebte zwei Jahre lang bei den Jukagiren, um dann einen Feldzug an die Indigirka zu unternehmen. Er schickte 1642 einen Kosaken mit den gesammelten Pelzen nach Jakutsk. Er kam bald selbst dahin und berichtete über den Pelzreichtum und die Silbererze in den besuchten Gebieten.
Nah der Darstellung Nikolai Ogloblins war Busa im Sommer 1637 von der Lena-Mündung nach Osten gefahren. Er kam nur bis zur Omoloi-Mündung in der Buor-Chaja-Bucht, wo ihn die beginnende Eisbildung an der Weiterfahrt hinderte. Mit seinen Leuten marschierte er den Fluss entlang durch das Kulargebirge zur oberen Jana, wo er im September 1637 ankam.
1646 wurde Busa in Dokumenten letztmals erwähnt.